# Друзно
Друзно, Дружно (пол. Druzno, Drużno) — озеро в Польше. Озеро находится на территории Варминьско-Мазурского воеводства недалеко от города Эльблонга.
Площадь водосбора — 1084 км², водного зеркала — 18 км², но может колебаться в зависимости от сезона от 13 до 28 км². Высота над уровнем моря — 0,1 м. Из Друзно вытекает река Эльблонг, соединяющая озеро с Калининградским заливом.
Озеро расположено на аллювиальных почвах восточнее дельты Вислы. Несколько тысяч лет назад территория, где находится Друзно, составляла часть Калининградского залива.
На берегах гнездится множество птиц (утки, поганки, чайки, крачки и др.), образован резерват «Озеро Друзно».
В IX—X веках у озера Дружно, неподалёку от деревни Янов Поморский, находился прусский торговый центр на Балтике — Трусо.
В настоящее время озеро является частью системы Эльблонгского канала.
До 1949 года озеро носило германизированное название Драузен.